# Lepidodactylus orientalis
Lepidodactylus orientalis är en ödleart som beskrevs av  Brown och PARKER 1977. Lepidodactylus orientalis ingår i släktet Lepidodactylus och familjen geckoödlor. Inga underarter finns listade i Catalogue of Life.